# Osera de Ebro
Osera de Ebro – gmina w Hiszpanii, w prowincji Saragossa, w Aragonii, o powierzchni 24,56 km². W 2011 roku gmina liczyła 449 mieszkańców.